# Cherthala
Cherthala è una suddivisione dell'India, classificata come municipality, di 45.102 abitanti, situata nel distretto di Alappuzha, nello stato federato del Kerala. In base al numero di abitanti la città rientra nella classe III (da 20.000 a 49.999 persone).

## Geografia fisica
La città è situata a 9° 40' 10 N e 76° 17' 44 E.

## Società

### Evoluzione demografica
Al censimento del 2001 la popolazione di Cherthala assommava a 45.102 persone, delle quali 21.917 maschi e 23.185 femmine. I bambini di età inferiore o uguale ai sei anni assommavano a 4.209, dei quali 2.235 maschi e 1.974 femmine. Infine, coloro che erano in grado di saper almeno leggere e scrivere erano 38.927, dei quali 19.328 maschi e 19.599 femmine.